# Dichelobacter nodosus
Dichelobacter nodosus, tidigare bacteroides nodosus, är en gramnegativ, anaerob i familjen cardiobacteriaceae. Den har polära fimbrier och orsakar sjukdomen fotröta. Det är den enda arten i gruppen dichelobacter.